# Mehmet Topal
Mehmet Topal (n. 3 martie 1986, Malatya, Provincia Malatya, Turcia) este un fotbalist turc retras din activitate, care a jucat pe post de mijlocaș la echipe ca Fenerbahçe, Galatasaray și Başakşehir. Pe plan internațional, are prezențe la națională pentru Turcia U21⁠(d), Turcia și Turcia U19⁠(d). După încheierea carierei, a devenit antrenor, și a antrenat, printre altele, Petrolul. El a fost poreclit Örümcek (păianjenul), datorită capacității sale de a-și folosi picioarele lungi pentru a câștiga mingi greu de ajuns sau pentru a da pase filtrante.
El și-a petrecut cea mai mare parte a carierei la Galatasaray și Fenerbahçe, câștigând cinci trofee majore cu cele două cluburi. De asemenea a jucat timp de doi ani în La Liga, la Valencia.
Un internațional turc din 2008, Topal a și-a reprezentat țara la două Campionate Europene.

## Cariera pe echipe

### Primii ani
Născut în Malatya, Topal și-a început cariera de fotbalist în localitatea Malatya BS la vârsta de 13 ani. A debutat la echipa mare Dardanel Spor A.Ș. din divizia a treia.
În septembrie 2006, Topal a ajuns la echipa din Galatasaray SK din Süper Lig.

### Galatasaray
Topal a jucat în doar 11 meciuri în primul său sezon în Istanbul. Cu toate acestea, din cauza unei accidentări suferite de internaționalul suedez Tobias Linderoth, el a fost folosit mai des ca titular, având să declare mai târziu despre coechipierul său că „El m-a ajutat foarte mult, mi-a indicat aspectele de joc pe care ar trebui să le îmbunătățesc și cum pot să fac acest lucru. Din păcate, am primit oportunități de joc după ce el s-a accidentat, dar îmi doresc să se recupereze în cel mai scurt timp.”
În aprilie 2008, Topal și-a extins contractul cu Gala pe cinci ani, după ce a jucat 26 în de meciuri în campionat, ajutându-și echipa să câștige titlul și reușind în același sezon să ajungă la echipa națională a Turciei în acest interval de timp. În fereastra de transfer de vară din 2008, au existat zvonuri conform cărora ar fi dorit de Everton din Premier League, David Moyes fiind aparent dornic să-l aducă pe jucător pe Goodison Park.
Topal a rămas în cele din urmă la Galata, jucând în medie în 22 de meciuri în următoarele sezoane, neputând juca mai mult din cauza unei accidentări suferite la începutul sezonului 2009-2010.

### Valencia
Topal a semnat cu Valencia CF la 12 mai 2010, pentru o sumă de transfer de aproximativ  5.500.000 de euro. Pe 14 septembrie, el a jucat pentru prima dată în Liga Campionilor UEFA pentru noul său club, fiind integralist împotriva echipei turce Bursaspor într-o victorie din grupă scor 4-0.
Topal a marcat primul gol pentru Che la Sporting de Gijón la 25 septembrie 2010 (2-0). Pe data de 17 februarie 2012, el a reușit să marcheze singurul gol din deplasarea cu Stoke City contând pentru șaisprezecimile UEFA Europa League (2-0 la general): golul marcat de la aproximativ 30 de metri a fost considerat ca fiind unul din cele mai frumoase goluri ale turneului; a jucat șase meciuri în această competiție, ajungând până în semifinale, fiind de obicei rezerva lui David Albelda, chiar dacă fostul a fost ostracizat de managerul Unai Emery pentru o perioadă de timp.

### Fenerbahce

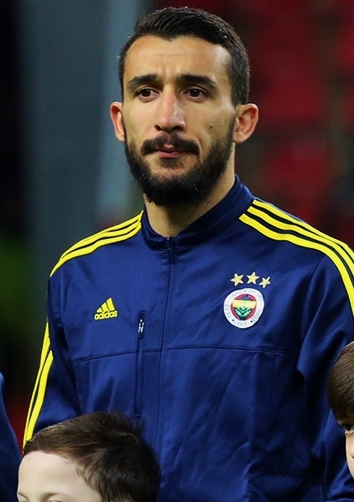
Topal la Fenerbahçe în 2016

La 1 iulie 2012, Topal a fost transferat de Fenerbahçe SK pentru o sumă de aproximativ 4,5 milioane de euro. El a semnat un contract pe patru ani cu un salariu anual de 2 milioane de euro, plus bonusuri. El a jucat în 27 de meciuri a marcat trei goluri în al doilea său sezon, în care clubul său a câștigat campionatul național după o așteptare de trei ani.
La 11 august 2015, în timp ce conducea acasă după un antrenament acompaniat de jucătorul de la tineret Uygar Mert, un bărbat neidentificat a tras cu arma în mașina lui Topal. A jucat în 11 meciuri până în optimile Europa League 2015-2016 și a marcat un gol împotriva lui SC Braga în turul care s-a jucat pe stadionul Șükrü Saracoğlu; în cel al doilea meci, a fost eliminat în urma cumulului de cartonașe galbene, într-un meci în care au mai fost eliminați doi jucători ai echipei sale, meci pierdut de Fenerbahce cu 4-2.

## La națională
Topal a fost convocat pentru prima dată la naționala Turciei la 6 februarie 2008, intrând de pe bancă în locul lui Emre Belözoğlu în minutul 78 al unei remize albe din cadrul amicalului de acasă cu Suedia. La scurt timp după aceea, a fost convocat de către selecționerul Fatih Terim pentru lotul care a făcut deplasarea la UEFA Euro 2008, jucând în toate meciurile la turneul din Austria și Elveția cu excepția unuia, pentru echipa care avea să devină semifinalistă.
La 22 mai 2016, Topal a fost căpitanul naționalei Turciei pentru prima dată, într-un meci amical pierdut cu 1-2 în fața Angliei, care s-a desfășurat pe Stadionul lui Manchester City. O săptămână mai târziu, a marcat primul său gol la națională la cea de-a 58-a selecție, în ultimul minut al meciului cu Muntenegru din Antalya. A făcut parte din lotul care a participat la Euro 2016, fiind titular în toate meciurile, jucând pe postul de fundaș central în meciul din grupă împotriva Spaniei, pierdut de turci cu scorul de 0-3.

## Cariera de antrenor
Și-a început experiența de antrenor în România, după ce în iunie 2024, la 38 de ani, a semnat un contract pentru trei sezoane cu Petrolul Ploiești , echipă din Superliga României. Dupa victoria de acasă cu nou promovata Unirea Slobozia (scor 2 la 1), acesta și-a anuntat plecarea de pe banca tehnică a echipei, din cauza unor probleme personale. A lasat echipa pe locul 6, ultimul care duce in playoff. 

## Statistici privind cariera

### Club
Până pe 20 mai 2018
| Club          | Sezon         | Campionat | Campionat | Cupă    | Cupă   | Europa  | Europa | Total   | Total  | Total |
| Club          | Sezon         | Meciuri   | Goluri    | Meciuri | Goluri | Meciuri | Goluri | Meciuri | Goluri |       |
| ------------- | ------------- | --------- | --------- | ------- | ------ | ------- | ------ | ------- | ------ | ----- |
| Dardanelspor  | 2004–2005     | 9         | 1         | -       | -      | -       | -      | 9       | 1      |       |
| Dardanelspor  | 2005–2006     | 30        | 3         | 1       | 0      | -       | -      | 31      | 3      |       |
| Dardanelspor  | Total         | 39        | 4         | 1       | 0      | 0       | 0      | 40      | 4      |       |
| Galatasaray   |               |           |           |         |        |         |        |         |        |       |
| 2006–2007     | 11            | 0         | 2         | 0       | 4      | 0       | 17     | 0       |        |       |
| 2007–2008     | 26            | 1         | 8         | 1       | 5      | 0       | 39     | 2       |        |       |
| 2008–2009     | 21            | 1         | 5         | 0       | 6      | 0       | 32     | 1       |        |       |
| 2009–2010     | 24            | 0         | 4         | 0       | 8      | 1       | 36     | 1       |        |       |
| Total         | 82            | 2         | 19        | 1       | 23     | 1       | 124    | 4       |        |       |
| Valencia      |               |           |           |         |        |         |        |         |        |       |
| 2010–2011     | 23            | 1         | 1         | 0       | 5      | 0       | 29     | 1       |        |       |
| 2011–2012     | 20            | 0         | 1         | 0       | 9      | 2       | 30     | 2       |        |       |
| Total         | 43            | 1         | 2         | 0       | 14     | 2       | 59     | 3       |        |       |
| Fenerbahçe    |               |           |           |         |        |         |        |         |        |       |
| 2012–2013     | 27            | 3         | 8         | 1       | 16     | 0       | 51     | 4       |        |       |
| 2013–2014     | 27            | 3         | 1         | 0       | 3      | 0       | 31     | 3       |        |       |
| 2014–2015     | 33            | 2         | 8         | 2       | 0      | 0       | 41     | 4       |        |       |
| 2015–2016     | 33            | 1         | 7         | 0       | 13     | 2       | 53     | 3       |        |       |
| 2016–2017     | 29            | 4         | 5         | 0       | 11     | 0       | 45     | 4       |        |       |
| 2017–2018     | 29            | 2         | 8         | 1       | 4      | 0       | 41     | 3       |        |       |
| Total         | 178           | 15        | 37        | 4       | 47     | 2       | 263    | 21      |        |       |
| Total carieră | Total carieră | 349       | 22        | 59      | 5      | 84      | 5      | 485     | 32     |       |

### Internațional

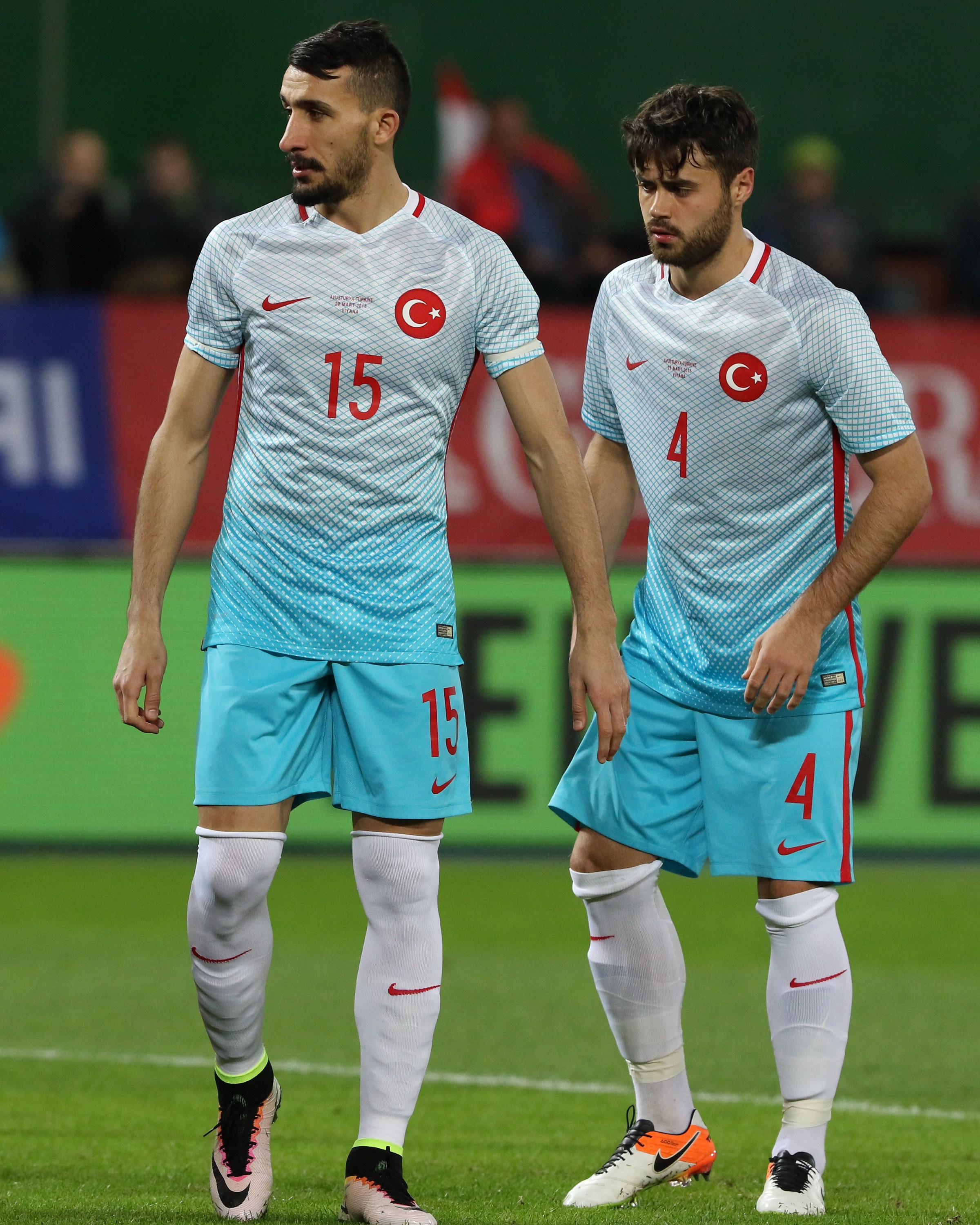
Topal (stânga) alături de Ahmet Yılmaz Çalık

Până pe data de 20 noiembrie 2018 
| Turcia | Turcia  | Turcia |
| An     | Meciuri | Goluri |
| ------ | ------- | ------ |
| 2008   | 11      | 0      |
| 2009   | 2       | 0      |
| 2010   | 3       | 0      |
| 2011   | 6       | 0      |
| 2012   | 10      | 0      |
| 2013   | 8       | 0      |
| 2014   | 6       | 0      |
| 2015   | 8       | 0      |
| 2016   | 13      | 1      |
| 2017   | 6       | 0      |
| 2018   | 8       | 1      |
| Total  | 81      | 2      |

## Titluri
Galatasaray 
- Süper Lig: 2007-2008
- Supercupa Turciei: 2008
- Süper Lig: 2013-2014
- Cupa Turciei: 2012-13
- Supercupa Turciei: 2014